# Meandry Jihlavy
Meandry Jihlavy este o arie protejată (sit de importanță comunitară — SCI) din Republica Cehă întinsă pe o suprafață de 76,86 ha, integral pe uscat.

## Localizare
Centrul sitului Meandry Jihlavy este situat la coordonatele 49°02′25″N 16°30′20″E / 49.040278°N 16.505556°E.

## Înființare
Situl Meandry Jihlavy a fost declarat sit de importanță comunitară în mai 2016 pentru a proteja 1 specie de animale.

## Biodiversitate
Situată în ecoregiunea panonică, aria protejată nu include niciun habitat protejat.
La baza desemnării sitului se află o specie protejată de  pești: porcușor de șes (Romanogobio vladykovi).